# Tournoi de tennis de Suède (dames 1951)
Pour un article plus général, voir Tournoi de tennis de Suède.
Le tournoi de tennis de Suède est un tournoi de tennis. L'édition féminine 1951 se dispute à Båstad le 15 juillet 1951.
Nancye Wynne Bolton remporte le simple dames. En finale, elle bat Solveig Gustafsson.
L'épreuve de double voit quant à elle s'imposer Birgit Gullbrandsson et Hilde Sperling.

## Résultats en simple

### Tableau final
|  |                     |  |   |   |  |
|  | Finale              |  |   |   |  |
|  |                     |  |   |   |  |
|  |                     |  |   |   |  |
|  | Nancye Wynne Bolton |  | 6 | 6 |  |
|  | Nancye Wynne Bolton |  | 6 | 6 |  |
|  | Solveig Gustafsson  |  | 3 | 1 |  |

## Résultats en double

### Tableau final
|  |                                     |  |  |  |  |
|  | Finale                              |  |  |  |  |
|  |                                     |  |  |  |  |
|  |                                     |  |  |  |  |
|  | Birgit Gullbrandsson Hilde Sperling |  |  |  |  |
|  |                                     |  |  |  |  |
|  | Nancye Wynne Bolton Clare Proctor   |  |  |  |  |